# 翠松園
翠松園（すいしょうえん）は、愛知県名古屋市守山区の地名。現行行政地名は翠松園一丁目から翠松園三丁目。住居表示未実施。

## 地理
名古屋市守山区の中央部に位置し、東に弁天が丘、西に緑ケ丘、南東に大森、南に喜多山、北東に大森八龍、北に大字小幡、北西に小幡北と接する。

## 歴史

### 町名の由来
大正時代末に開発された高級住宅街の名称に由来する。

### 沿革
- 2002年（平成14年）11月18日 - 守山区大字小幡の一部により、同区翠松園一丁目より同三丁目までが成立[1]。

## 世帯数と人口
2019年（平成31年）4月1日現在の世帯数と人口は以下の通りである。
| 丁目         | 世帯数  | 人口    |
| ------------ | ------- | ------- |
| 翠松園一丁目 | 235世帯 | 541人   |
| 翠松園二丁目 | 357世帯 | 852人   |
| 翠松園三丁目 | 215世帯 | 567人   |
| 計           | 807世帯 | 1,960人 |

### 人口の変遷
国勢調査による人口の推移
| 2005年（平成17年） | 1,589人 | [ WEB 6 ] |  |
| 2010年（平成22年） | 1,738人 | [ WEB 7 ] |  |
| 2015年（平成27年） | 1,841人 | [ WEB 8 ] |  |

## 学区
市立小・中学校に通う場合、学校等は以下の通りとなる。また、公立高等学校に通う場合の学区は以下の通りとなる。
| 丁目         | 番・番地等 | 小学校                 | 中学校                 | 高等学校 |
| ------------ | ---------- | ---------------------- | ---------------------- | -------- |
| 翠松園一丁目 | 全域       | 名古屋市立小幡北小学校 | 名古屋市立守山北中学校 | 尾張学区 |
| 翠松園二丁目 | 全域       | 名古屋市立小幡北小学校 | 名古屋市立守山北中学校 | 尾張学区 |
| 翠松園三丁目 | 全域       | 名古屋市立小幡北小学校 | 名古屋市立守山北中学校 | 尾張学区 |

## 施設
- 加藤唐九郎記念館（翠松園陶芸記念館）

## その他

### 日本郵便
- 郵便番号 : 463-0010[WEB 3]（集配局：守山郵便局[WEB 11]）。

### WEB
1. ↑  “愛知県名古屋市守山区の町丁・字一覧”.   人口統計ラボ. 2017年3月26日閲覧。
2. 1 2  “町・丁目(大字)別、年齢(10歳階級)別公簿人口(全市・区別)”.   名古屋市 (2019年4月22日). 2019年4月23日閲覧。
3. 1 2  “郵便番号”.  日本郵便. 2019年3月17日閲覧。
4. ↑  “市外局番の一覧”.   総務省. 2019年1月6日閲覧。
5. ↑  名古屋市役所市民経済局地域振興部住民課町名表示係 (2015年10月21日). “守山区の町名”.   名古屋市. 2017年3月26日閲覧。
6. ↑  総務省統計局 (2014年6月27日). “平成17年国勢調査の調査結果(e-Stat) - 男女別人口及び世帯数 －町丁・字等”. 2019年3月23日閲覧。
7. ↑  総務省統計局 (2012年1月20日). “平成22年国勢調査の調査結果(e-Stat) - 男女別人口及び世帯数 －町丁・字等”. 2019年3月23日閲覧。
8. ↑  総務省統計局 (2017年1月27日). “平成27年国勢調査の調査結果(e-Stat) - 男女別人口及び世帯数 －町丁・字等”. 2019年3月23日閲覧。
9. ↑  “市立小・中学校の通学区域一覧”.   名古屋市 (2018年11月10日). 2019年1月14日閲覧。
10. ↑  “平成29年度以降の愛知県公立高等学校（全日制課程）入学者選抜における通学区域並びに群及びグループ分け案について”.   愛知県教育委員会 (2015年2月16日). 2019年1月14日閲覧。
11. ↑  “郵便番号簿 2018年度版” (PDF).   日本郵便. 2019年5月8日閲覧。

### 文献
1. 1 2  守山区制50周年記念事業実行委員会 2013, p. 398.
2. ↑  守山区制50周年記念事業実行委員会 2013, p. 358.